# Feeling Sideways
Albums de The Mess Hall
The Mess Hall)
(2001) Evelyn
(2005)
Feeling Sideways, produit par Chris Joannou a gagné un prix ARIA pour le meilleur lancement indépendant. La même année, le batteur d'origine, Anthony Johnsen quitta le groupe et fut remplacé par Cec Condon de The Tremors.

## Liste des titres
1. Lock and Load – 3:34
2. Railroad Rumble – 3:00
3. Shake, Shake – 4:29
4. Get Away – 4:01
5. Do It Again  – 2:11
6. Feel Like a Dog – 2:09